# Mosty-Osiedle
Mosty-Osiedle (do 1945 Speck Bahnhof) – osada sołecka w Polsce położona w województwie zachodniopomorskim, w powiecie goleniowskim, w gminie Goleniów.
W latach 1975–1998 miejscowość położona była w województwie szczecińskim.
Osada leży na Równinie Nowogardzkiej, wśród lasów Puszczy Goleniowskiej, ok. 3 km na północ od Mostów, przy linii kolejowej nr 402 łączącej Goleniów z Koszalinem przez Kołobrzeg, Gryfice i Nowogard.
Osiedle zbudowano w latach 30. XX wieku na potrzeby powstałej w okolicznym lesie dużej fabryki amunicji Luftwaffe Haupt Munition Anstalt Speck. Od 1945 roku jest to osiedle wojskowe, teren fabryki zajęty jest od 1957 roku przez Wojsko Polskie (teren zamknięty). Znajduje się tutaj kilka domów i bloków mieszkalnych, przy torach kolejowych przedwojenny budynek stacji kolejowej oraz przystanek PKP. Obecnie zamieszkuje tam ok. 257 osób (2016). Okoliczne tereny leśne to ciekawy obszar turystyczny (turystyka piesza, rowerowa, grzybiarstwo).
Okoliczne miejscowości: Mosty, Glewice, Imno, Krzywice.